# Santi Castro
Pour les articles homonymes, voir Castro et Santiago Castro.
Santiago Castro, né le 18 septembre 2004 à Buenos Aires, est un footballeur argentin qui évolue au poste d'avant-centre ou ailier au Bologne FC.

## Biographie

### Carrière en club
Formé au Vélez Sarsfield, Santi Castro fait ses débuts avec l'équipe première de Mauricio Pellegrino le 3 août 2021, lors d'un match de Primera División contre l'Atlético Tucumán. À seulement 16 ans, il est alors le plus jeune joueur à porter le maillot du Fortin, dépassant notamment Thiago Almada en précocité.
Il marque son premier but en professionnel le 1er mars 2022, après être entré en jeu lors d'une victoire 5-0 en Coupe nationale, contre Cipolletti,. Il fait alors partie d'un ensemble de très jeunes joueurs qui s'impose dans l'équipe première de Vélez, à l'image de Mateo Pellegrino (en), Valentín Gómez, Julián Fernández, Mateo Seoane, Abiel Osorio ou Gianluca Prestianni,, jouant notamment un rôle dans le parcours du club en Copa Libertadores, où il se défait d'équipes comme River Plate pour atteindre les demi-finales de la compétition, avant d'échouer face au Flamengo.

### Carrière en sélection
Convoqué en équipe de jeune avec l'Argentine dès les moins de 15 ans, Castro intègre l'équipe des moins de 20 ans de Fernando Batista (en) dès 2021, s'y illustrant ensuite comme buteur régulier sous l'égide de Javier Mascherano.

## Palmarès
Bologne FC
- Coupe d'Italie (1) :
  - Vainqueur en 2025[8]

## Vie privée
Le père de Santiago, Darío Castro est un ancien footballeur argentin, ayant connu un relatif succès au Club Comunicaciones, dans les divisions régionales de Buenos Aires.